# Bagisara trilinea
Bagisara trilinea là một loài bướm đêm trong họ Noctuidae.